# Vadim Perelman
Pour les articles homonymes, voir Vadim et Perelman.
Vadim Perelman est un réalisateur et producteur russo-américain né le 8 septembre 1963 à Kiev (Ukraine).

## Filmographie
- 2003 : House of Sand and Fog avec sir Ben Kingsley et Jennifer Connelly
- 2008 : La Vie devant ses yeux (The Life Before Her Eyes) avec Uma Thurman et Evan Rachel Wood
- 2016 : Les Sapins de Noël 5 (Ёлки 5)
- 2018 : Achète-moi (ru) (Купи меня)
- 2020 : Les Leçons persanes (Persischstunden)
- 2025 : The Zealot (en)